# Indiana Jones und das Schwert des Dschingis Khan
Indiana Jones und das Schwert des Dschingis Khan ist ein Abenteuerroman des deutschen Schriftstellers Wolfgang Hohlbein und erschien 1991. Es handelt sich um den fünften von insgesamt acht Indiana-Jones-Romanen, die zwischen 1990 und 1994 von Hohlbein verfasst wurden. In diesem unterstützt der US-amerikanische Abenteurer und Archäologe Dr. Indiana Jones während des Zweiten Weltkriegs eine sowjetische Kommissarin bei der Suche nach dem legendären Schwert des mongolischen Herrschers Dschingis Khan, das seinem Träger der Legende nach die Herrschaft über ganz Asien verspricht. Auf der Reise von Washington, D.C. über Hongkong bis in das von Japan besetzte China gerät er dabei sowohl mit Mongolen als auch Japanern aneinander, die das Schwert in ihren Besitz bringen wollen.

## Handlung
An der sowjetisch-mongolischen Grenze stoßen sowjetische Soldaten zu ihrer Überraschung auf ein großes Zeltlager, das am gestrigen Tag noch nicht dort war. Als sie die Angelegenheit näher untersuchen wollen, nähern sich ihnen einige Mongolen. Als der Kommandant einen seiner Soldaten vorschickt, um sich zu erkundigen, was diese wollen, zieht einer der Fremden ein Schwert und schlägt ihm den Kopf ab. Die Grenzpatrouille beschließt, mit ihrem Panzer das Zeltlager zu zerstören, muss dann aber erkennen, dass es sich dabei nur um unbewohnte Zelte handelt, die als Falle dienen. Plötzlich werden sie auch noch von berittenen Reitern angegriffen, die in ihrer Erscheinung wie Hunnen aussehen.
Zwei Monate später befindet sich der Archäologe Indiana Jones in Washington D.C. bei einem Empfang in der sowjetischen Botschaft. Dort kommt er mit der Kommissarin Tamara Jaglova ins Gespräch, als plötzlich der Saal von bewaffneten Einheiten geräumt wird. Grund dafür ist eine Bombendrohung. Jones ist geistesgegenwärtig genug, um zu erahnen, wo sich die Bombe befindet, und entdeckt sie unter einem großen Tisch. Tamara gelingt es, sie zu entfernen, allerdings ist die Bombe kurz vor der Explosion. Jones nimmt den Gegenstand und wirft ihn durch das Fenster nach draußen, wo er in die Luft geht und den Platz vor der Botschaft samt Springbrunnen zerstört.
Tamara eröffnet Jones danach, dass die Sowjetunion ihn um Hilfe bei der Suche nach dem Schwert des Dschingis Khan bittet. Der Legende nach verleiht dieses Schwert seinem Träger die Macht, die Herrschaft über ganz Asien zu erringen. Auch wenn die Russen nicht davon überzeugt sind, dass das Schwert tatsächlich über solche Kräfte verfügt, fürchten sie die Folgen dessen, wenn Menschen der Legende Glauben schenken. Befürchtet wird eine Erhebung der Mongolen, die mit Gewalt ihre alte Macht wiederherstellen wollen. Das würde für die Sowjetunion, die im Westen noch gegen das nationalsozialistische Deutschland Krieg führt, eine schwierige Lage bedeuten. Informationen des Geheimdienstes nach soll das Grab des Dschingis Khan bereits gefunden und geöffnet worden sein, Tausende Menschen seien dazu bereit, einem neuen Khan zu folgen. Jones ist bereit, an der Expedition teilzunehmen, und weiß, dass seine Regierung davon weniger begeistert sein wird. Daher beschließt er, mit Tamara sofort aufzubrechen. Sie begeben sich zuerst in Jones’ Unterkunft im Museum, wo er in seine gewohnte Kleidung schlüpft und seine Ausrüstung mitnimmt. Auf dem Weg nach draußen werden sie von Mongolen angegriffen. Der bisherige Plan, zum Flughafen aufzubrechen und das dort gebuchte Flugzeug zu nehmen, verwerfen sie jedoch, da davon auszugehen ist, dass ihre Verfolger darüber ebenso informiert sind. Jones ruft einen alten Freund an und bittet ihn um Hilfe, dieser bringt sie mit seinem Wasserflugzeug aus Washington heraus, anschließend begeben sie sich auf eine 27 Tage dauernde Schifffahrt nach Hongkong. Von dort aus wollen sie dann weiter nach Norden reisen, wo das Grab des Dschingis Khan vermutet wird.
In Hongkong angekommen, haben sie Schwierigkeiten, eine Unterkunft zu finden. Da erscheint plötzlich ein Japaner namens Moshiro Moto, der Jones an seinem Hut und seiner Peitsche als den berühmten Indiana Jones erkannt hat und seine Begeisterung für dessen Abenteuer zum Ausdruck bringt. Er bietet an, ihn und Tamara, die als Jones’ Ehefrau ausgegeben wird, als Gäste bei sich aufzunehmen. Sie fahren zu einer großen Anlage in japanischem Stil außerhalb Hongkongs. Am Ziel angekommen, muss Jones erkennen, dass die beeindruckende Anlage kaum Moto gehören kann. Dieser gibt zu, dort nur zu wohnen, es handelt sich dabei um eine Anlage, die allen Japanern zur Verfügung steht, früher handelte es sich um Besitz der japanischen Kaiserfamilie. Als Jones und Tamara nach dem Abendessen, bei dem Moto sein in Jones’ Augen aus Zeitschriften erworbenes Halbwissen über Archäologie zum Besten gegeben hat, ihr Zimmer aufsuchen, werden sie erneut von Unbekannten, diesmal Chinesen, angegriffen. Sie setzen sich zur Wehr, Jones verliert schließlich das Bewusstsein. Als er wieder zu sich kommt, sitzt Moto neben ihm, der nun die Kleidung eines Samurais trägt. Es stellt sich heraus, dass der etwas trottelig wirkende Hobby-Archäologe in Wirklichkeit ein Samurai ist und ihr scheinbar zufälliges Treffen eine Inszenierung ist. Auch das Kaiserreich Japan besitzt Interesse daran, das Schwert zu finden, weil es damit möglich sein könnte, die Sympathien der Völker Asiens zu gewinnen. Den Angreifern ist es jedoch gelungen, Tamara zu entführen, mit ihr auch alle Unterlagen zum Unternehmen. Moto berichtet, dass es sich bei den Angreifern um Männer von Dzo-Lin handelt, einem chinesischen Rebellenführer, der schon länger den Japanern Widerstand leistet. Da Jones zuvor die Unterlagen eingesehen hat und sich an viele Details erinnern kann, beschließen er und Moto, sich gemeinsam auf die Suche nach dem Schwert zu machen, und sehen es als eine Art Wettstreit zwischen Japan und den Vereinigten Staaten. Jones erhofft sich dadurch auch, Tamara retten zu können.
Da sie für ihre weitere Reise jedoch in den von den Japanern beherrschten Teil Chinas müssen und Jones als US-Amerikaner nie durchgelassen werden würde, erhält dieser eine Verkleidung: Mit abgeschorenem Haar und einem Ordensgewand wird er von Moto als von der Welt abgekehrter Deutscher ausgegeben, der in Asien seit Jahren auf der Suche nach spiritueller Erkenntnis ist und zudem ein Schweigegelübde abgelegt hat. So kommt Jones zwar über die Grenze, muss dafür aber die ganze Zeit still sein, wenn andere Personen in der Nähe sind. Es stellt sich bald heraus, dass Moto ein sehr einflussreicher Mann sein muss, denn als sie in ein japanisches Militärlager in Schenjang kommen, wird er dort auffällig zuvorkommend behandelt. Während ihrer Anwesenheit werden zwei tibetische Mönche mit den Namen Löbsang und Tsangpo vorgeführt, die aufgegriffen wurden und angeblich Spionage betrieben haben. Moto unterhält sich mit ihnen und erfährt, dass sie aufgrund einer Vision hierhergekommen sind und ebenso wie er und Jones im Sinn haben, das Schwert zu finden, um zu verhindern, dass es in die falschen Hände fällt. Jones besteht darauf, dass die beiden sie fortan begleiten, allerdings gibt es ein Problem: Major Hondo, der militärisch das Sagen hat, will die beiden hinrichten lassen. Um dies zu umgehen, lässt sich einer der Mönche auf einen Zweikampf mit Hondos bestem Mann ein und lässt Jones für ihn antreten. Jones kann den Japaner besiegen, da ihm die beiden Mönche zuvor die Kunst des lächelnden Kriegers beigebracht haben. Danach brechen sie zu dem Unternehmen auf, bei dem sie die Festung von Dzo-Lin, die 150 Meilen nördlich von Paiyünopa liegt, stürmen wollen. Sie springen mit Fallschirmen in der Nähe ab, wobei Tsangpo ums Leben kommt, weil sich sein Fallschirm nicht geöffnet hat. Als sie sich zur Festung schleichen, müssen sie erkennen, dass die Rebellen gewarnt worden sein müssen, denn die gesamte Anlage ist verlassen. Dafür werden sie von mongolischen Kriegern angegriffen. Nur mit Not können sie entkommen.
Auf dem japanischen Stützpunkt in Huhehot wird das weitere Vorgehen abgesprochen. Löbsang meint, dass niemand von ihnen das Schwert jemals finden wird. Das Grab des Dschingis Khan sei schon vor langer Zeit geöffnet worden und das Schwert an einen sicheren Ort gebracht. Als Moto daraufhin wissen will, ob es sich bei diesem Ort um Shambala handelt, zeigt die Reaktion des Mönchs, dass er ins Schwarze getroffen hat. Moto hatte das Wort nur von einem Gefangenen aufgeschnappt, der ebenso nichts damit anfangen konnte. Nach dem Studium von Landkarten ist er sich sicher, den Ort gefunden zu haben, wo Shambala liegt. Löbsang gesteht Jones später, dass er und sein Bruder losgeschickt wurden, um eine Expedition nach Shambala zu verhindern, jedoch hätten sie nun versagt. Als das Lager von einer Gruppe Mongolen angegriffen wird, nutzen Jones und Löbsang die Gelegenheit, sich eines der japanischen Flugzeuge zu schnappen und damit alleine nach Shamabala aufzubrechen, um ihren Konkurrenten zuvorzukommen. An Bord befinden sich auch die Karten, mit denen die Japaner Shambala finden wollen. Sie wissen jedoch, dass ihr Vorsprung nur von kurzer Dauer sein wird. Bald schon sind wieder japanische Flieger hinter ihnen her, Jones muss, da der Treibstoff zuneige geht, schließlich eine waghalsige Landung auf einer Eisfläche wagen, die ihm zwar gelingt, bei der Landung verliert er jedoch Löbsang und gerät schließlich wieder in Gefangenschaft der Japaner. Kurz darauf bricht im Lager jedoch Unruhe aus, weil die Soldaten angeblich den Yeti gesehen haben. Als schließlich tatsächlich eine große weiße, affenähnliche Gestalt auftaucht, bricht Chaos aus. Dieses kann Jones zur Flucht nutzen, es stellt sich heraus, dass es sich bei dem Schneemenschen um den überlebenden Löbsang handelt. Er bringt Jones in einem Höhlensystem in Sicherheit, danach machen sie sich unterirdisch auf den Weg nach Shambala.
Über einen Brunnenschacht gelangen sie in dessen Inneres, das sich als vollständig aus Eis errichtetes Kloster herausstellt. Die beiden merken rasch, dass sie nicht die ersten sind und stoßen auf jede Menge Leichen. In der Heiligen Halle stoßen sie schließlich auf Dzo-Lin, der sich mit einem Maschinengewehr gegen die japanischen Soldaten behauptet. Jones entdeckt über einem Altar das Schwert an einer Kette von der Decke hängend und nimmt es an sich. Als Moto sich ihm in den Weg stellt und die Herausgabe des Schwertes fordert, merkt Jones, wie das Schwert in seiner Hand von sich aus die Bewegungen ausführt. So gelingt es ihm, der wenig Erfahrung im Schwertkampf hat, den darin seit der Kindheit ausgebildeten Moto erfolgreich abzuwehren und dessen Schwert sogar zu zerschlagen. Bei seiner weiteren Flucht gerät er jedoch an einen tiefen Abgrund und droht schließlich, das Schwert in diesen fallen zu lassen. Als Moto und die Japaner nicht zurückweichen, öffnet er schließlich seine Hand, muss aber feststellen, dass das Schwert sich nicht von ihm löst. Moto kündigt an, ihn zu töten und so in den Besitz des Schwertes zu gelangen. Auf Löbsangs Zuruf, das Schwert allen zu geben, wirft Jones es in die Luft, woraufhin alle Beteiligten versuchen, dessen habhaft zu werden. Moto gelingt es, das Schwert zu fassen, stürzt dann jedoch gemeinsam mit Dzo-Lin, der es ihm abnehmen will, in die Tiefe. Jones bekommt noch mit, wie das Schwert neben ihm auf dem Boden aufschlägt, dann verliert er das Bewusstsein.
Als er wieder zu sich kommt, befindet er sich an Bord eines sowjetischen Flugzeugs, das ihn nach Moskau bringt. Auf Tamaras Bitten bleibt er noch ein paar Tage dort, da viele bekannte Persönlichkeiten ihm seinen Dank aussprechen wollen. Mit Tamara hat er ausgemacht, nichts davon zu erzählen, dass sie das Schwert tatsächlich gefunden und mit nach Russland gebracht haben, stattdessen behaupten sie, es habe sich herausgestellt, dass es wirklich nur eine Legende sei. Tatsächlich aber ist das Schwert nun in der Sammlung des Moskauer Museums, wo es als mongolisches Schwert aus wahrscheinlich dem 11. Jahrhundert unbekannten Fundorts bezeichnet wird.

## Trivia
- Im ersten Kapitel geht es um einen sowjetischen T-32-Panzer. Solch ein Modell hat es jedoch nie gegeben. Es gab lediglich den Kampfpanzer T-34 und den Prototypen A-32. Auch in der Thor-Garson-Ausgabe gab es diesen Fehler.[1]

## Sonstiges
2018 erschien das Buch als fünfter Teil von Hohlbeins Romanreihe Thor Garson unter dem Titel Das Schwert der Finsternis, wo aus Indiana Jones der deutsch-amerikanische Abenteurer Thor Garson wurde.
Im 1999 erschienenem Videospiel Indiana Jones und der Turm von Babel gelangt Indiana Jones ebenfalls nach Shambala, bei dem es sich dort auch um ein altes Kloster handelt, das allerdings in Kasachstan im Tian-Shan-Gebirge liegt.

## Ausgaben
- Wolfgang Hohlbein: Indiana Jones. Das Schwert des Dschingis Khan. Das Geheimnis der Osterinseln. Zwei packende Abenteuerromane in einem Band, Goldmann, München 1993, ISBN 3-442-11608-2.